# 莫洛季亞京
48°31′42″N 24°50′10″E / 48.52833°N 24.83611°E
莫洛季亞京（烏克蘭語：Молодятин），是烏克蘭的村落，位於該國西部伊萬諾-弗蘭科夫斯克州，由科洛梅亞區負責管轄，始建於1834年，面積30.5平方公里，2001年人口1,834，人口密度每平方公里60.1人。